# Paul Ramadier
Paul Ramadier (La Rochelle, 17 maart 1888 - Rodez, 14 oktober 1961) was een Frans sociaaldemocratisch politicus.

## Biografie
Paul Ramadier was de zoon van een psychiater. Na zijn schoolopleiding studeerde hij rechten. In 1911 promoveerde hij tot doctor in het Romeins recht. In 1905 werd hij lid van de Section Française de l'Internationale Ouvrière (Franse Sectie van de Arbeiders Internationale), een socialistische partij. In 1919 werd hij burgemeester van Decazeville, hetgeen hij tot 1959 bleef.
Paul Ramadier was van 1928 tot 1940, van 1945 tot 1951 en van 1956 tot 1958 lid van de Franse Nationale Vergadering voor het departement Aveyron. In 1936 trad hij uit de SFIO en richtte de Union Socialiste et Républicaine (Unie van Socialisten en Republikeinen) op. Later keerde hij bij de SFIO terug. In de Volksfrontregering van premier Léon Blum (4 juni 1936 - 21 juni 1937) was Ramadier staatssecretaris van Mijnbouw, Electrificering en Vloeibare Brandstoffen. In het daaropvolgende kabinet onder premier Camille Chautemps (22 juni 1937 - 14 januari 1938) was hij onderstaatssecretaris van Openbare Werken.
Paul Ramadier was van 18 januari 1938 tot 23 augustus 1938 (met uitzondering van (13 maart - 8 april 1938) minister van Arbeid en Sociale Zaken onder premier Édouard Daladier. Hij zette zich in voor betere sociale voorzieningen en een nieuw belastingstelsel.

## Rol tijdens de Tweede Wereldoorlog
In juli 1940, na de Franse nederlaag tegen nazi-Duitsland, stemde hij tegen het verlenen van volmachten aan maarschalk Philippe Pétain, op dat moment waarnemend staatshoofd van Frankrijk. Ramadier behoorde echter tot de minderheid in de Franse Nationale Vergadering die tegen het verlenen van bijzondere volmachten aan Pétain waren en Pétain verkreeg de bijzondere volmachten wel en werd staatshoofd van Frankrijk. Hij vestigde zich in het Zuid-Franse Vichy en bestuurde tot aan het einde van de Tweede Wereldoorlog het niet-bezette deel van Frankrijk "Vichy-Frankrijk." Ramadier sloot zich aan bij het verzet tegen de Duitse bezetter.
Ramadier zette zich als verzetsstrijder vooral in voor de Joodse medemens. Vanwege zijn inzet voor de Franse Joden werd hij na de oorlog een van de Franse Rechtvaardigen onder de Volkeren.

## Politieke carrière na de oorlog
Van 16 november 1944 tot 30 mei 1945 was hij minister van Volksgezondheid onder premier Charles de Gaulle. Van 16 december 1946 tot 22 januari 1947 was hij minister van Justitie onder Léon Blum. In zijn hoedanigheid van minister van Justitie zorgt hij ervoor dat Frankrijk Marshallhulp aanvaardde. Na de goedkeuring van de nieuwe Franse grondwet voor de Vierde Franse Republiek door het Franse parlement werd hij er de eerste premier van (22 januari 1947).

## Onderdrukking Madagaskar-opstand
Ramadiers premierschap zal waarschijnlijk vooral worden herinnerd om twee dingen. Ten eerste kwam er tijdens zijn ambtstermijn een einde aan het tripartisme door het terugtreden van de communistische ministers in mei 1947. Dit hield in regeringsdeelname door de drie belangrijkste politieke stromingen van die dagen in Frankrijk: Sociaaldemocratie (SFIO e.a. sociaaldemocratische partijen), Christendemocratie (Mouvement Républicain Populaire) en communisme (Parti Communiste Français). Het kabinet werd gereorganiseerd en bestond hierna alleen nog uit SFIO en de MRP. Ten tweede zal zijn ambtsduur worden herinnerd omdat de Madagaskar-opstand onder Ramadiers premierschap begon. In maart 1947 kwamen stammen in het oosten van het Franse overzeese gebiedsdeel (in feite gewoon een kolonie) Madagaskar (toen nog Malagasië genoemd) in opstand tegen het Franse gezag. De opstand breidde zich daarna in rap tempo uit. Ramadier gaf opdracht tot een gewelddadige onderdrukking van de Madagaskar-opstand waarbij tussen de 30.000 en 90.000 Malagasiërs het leven lieten.
Paul Ramadier trad op 24 november 1947 af. Hierna was hij van 26 juli tot 5 september 1948 minister van Staat, daarna van 11 september 1948 tot 28 oktober 1949 minister van Defensie. Van 14 februari 1956 tot 13 juni 1957 was hij minister van Economische Zaken en Financiën onder premier Guy Mollet (SFIO). Ramadier had de taak om het sociale beleid te financieren, hetgeen door hoge kosten die de Algerijnse Onafhankelijkheidsoorlog met zich meebracht, onmogelijk was.
Paul Ramadier was ook een vrijmetselaar. Hij overleed op 73-jarige leeftijd in het najaar van 1961 te Rodez.

## Verwijzing
1. ↑  La "pacification" malgache de 1947 avait fait 89 000 morts: Massacre colonial français: retour sur un sanglant silence - Madagascar - Histoire - Colonisation - France - Afri...

- Bibliothèque nationale de France: cb121836804 (data)
- Gemeinsame Normdatei: 119000164
- International Standard Name Identifier: 0000 0000 7246 7882
- Library of Congress Control Number: n94038572
- National Archives and Records Administration: 77434983
- Nationale Bibliotheek van Israël: 987007477208105171
- Nederlandse Thesaurus van Auteursnamen: 074827804
- SNAC: w6d79cg6
- Système universitaire de documentation: 030419492
- Virtual International Authority File: 39421117
- WorldCat: E39PBJqk7QYjxjYtQQK8hkH6Kd

Paul Ramadier · Robert Schuman · André Marie · Robert Schuman · Henri Queuille · Georges Bidault · Henri Queuille · René Pleven · Henri Queuille · René Pleven · Edgar Faure · Antoine Pinay · René Mayer · Joseph Laniel · Pierre Mendès France · Christian Pineau · Edgar Faure · Guy Mollet · Maurice Bourgès-Maunoury · Félix Gaillard · Pierre Pflimlin